# Moonfleet
Moonfleet ist ein Abenteuerroman des britischen Autors J. Meade Falkner aus dem Jahr 1898. Die Geschichte spielt in einem armseligen Fischerdorf im Dorset in der Mitte des 18. Jahrhunderts, das nebenher von Schmuggel und Wrack-Plünderungen lebt. Sie erzählt von John Trenchard und seinem Ziehvater Elzevir Block, zwei Dorfbewohnern, die einem verfluchten Schatz auf der Spur sind.
Der Name des Dorfes Moonfleet leitet sich von einer Aristokratenfamilie ab, die einst als Lords über diese Grafschaft herrschten. Diese Familie trug den Namen Mohune, so dass die kleine Ortschaft, die westlich des Flüsschens Fleet liegt, eigentlich Mohune-fleet heißt. Es wird jedoch nur noch als Moonfleet bezeichnet. Die Mohunes fanden ihre letzte Ruhestätte in einer Familiengruft unterhalb der kleinen Dorfkirche dieses Ortes, und es heißt, dass ein Mitglied dieser Familie dort des Nachts als ruheloser Geist umgehen soll.

## Handlung
Das Buch ist in neunzehn Abschnitte unterteilt, die jeweils durch ein kurzes Zitat eingeleitet werden. Die Ausgabe Penguin Popular Classics von 1995 beginnt mit einer Kurzbiographie John Meade Falkners, einem Zitat Shakespeares und einer Abbildung des Wappens der Mohunes. Das Wappen ist schlicht gestaltet und enthält nur ein Y-förmiges Gabelkreuz, darunter ist ein Spruchband mit der Aufschrift „MUNIET MOHUNE“ abgebildet.

### In Moonfleet village
(‚In der Ortschaft Moonfleet‘). Der erste Satz des Buches wurde von Chris de Burgh für die musikalische Umsetzung der Geschichte verwendet, die dort durch einen Erzähler eingeleitet wird.

„THE village of Moonfleet lies half a mile from the sea on the right or west bank of the Fleet stream.“

Der 15-jährige Waise John Trenchard lebt bei seiner Tante in dem kleinen Dorf Moonfleet, welches eine halbe Meile vom Meer entfernt in der Moonfleet-Bucht in der Grafschaft Dorset in Großbritannien liegt. Die meisten Bewohner des Dorfes sind entweder Fischer oder Schmuggler. Einer Sage nach wandert der Geist des längst verstorbenen Oberst John Mohune, wegen seines langen schwarzen Bartes auch ‚Blackbeard‘ genannt, des Nachts auf dem Friedhof herum. Er soll einen zu Unrecht erworbenen Diamanten besessen haben. Oberst Mohune wollte diesen den Armenhäusern in Moonfleet zugutekommen lassen. Kurz vor seinem Tode ließ er daher einen Priester zu sich kommen, um so sein Seelenheil zu erkaufen, doch er verstarb und nahm das Geheimnis um den Verbleib des Diamanten mit in sein Grab. Sein Geist sollte erst zur Ruhe kommen, wenn dieser Schatz gefunden und für karitative Zwecke verwendet wurde.

### Wie John zu Blackbeards Amulett kam
Die Titel der folgenden Kapitel lauten The floods (‚Die Fluten‘), A Discovery (‚Eine Entdeckung‘), In the vault (‚In der Gruft‘), The rescue (‚Die Rettung‘) und An Assault (‚Ein Angriff‘) und erzählen von folgenden Ereignissen.
Ein großer Sturm zog über Moonfleet hinweg und brachte eine hohe Flut mit sich, die Teile der Ortschaft überschwemmte. So lief auch Wasser bis in die Kellergewölbe unter der kleinen Dorfkirche. Am folgenden Sonntagmorgen kamen während des Gottesdienstes aus der Familiengruft der Mohunes, die unterhalb des Kirchenschiffs lag, seltsame Geräusche herauf. Der Pastor hatte John oft von den ruhelosen Geist Oberst Mohunes erzählt und auch von dem Diamanten, den er besessen hatte. Seit diesem Ereignis suchte John nach dem Schatz. Wenige Tage später entdeckte er den Eingang zu einem Tunnel, der zur Gruft führte. Er ging hinunter und fand dort in der Grabkammer riesige Vorräte an Rum und anderen Schmuggelwaren. Als plötzlich die Schmuggler hinunterkamen, versteckte er sich hinter einem Sarg. Während die Männer reden hörte er die Stimmen von Elzevir Block, einem etwa 50-jährigen holländischen Seemann, dessen 15-jähriger Sohn David erst vor kurzen vom örtlichen Friedensrichter Maskew erschossen worden war, und die Stimme von Ratsey, dem Steinmetz, dem John oft bei der Arbeit half.
Bei dem Gespräch hörte er Elzevir sagen, dass er John gern als Ersatz für seinen David aufnehmen würde. Die Schmuggler verließen ihr Versteck, und John kam wieder aus seiner Deckung hervor. Der Sarg, hinter dem er sich versteckt hatte, gehörte zufällig oder durch Bestimmung jenem Oberst Mohune. Als er über den Sarg kletterte rutschte er aus und riss eine Seite des Sargs heraus, suchte nach Halt und erwischte dabei den Bart des Toten. Als er seine Kerze entzündete sah er, dass dieser Bart schwarz war. Er hatte Blackbeard gefunden und fürchtete nun dessen Rache, für diese Tat. Als dessen Geist jedoch nicht erschien, entdeckte John eine Kette mit einem Amulett, die an sich nahm. Als John die Gruft wieder verlassen wollte, stellte er fest, dass die Männer den Eingang fest verschlossen hatten. John musste zwei Tage dort in der Dunkelheit zubringen und schlief geschwächt und vom Alkohol benebelt ein. Er erwachte schließlich in einem Hinterzimmer des Why Not?, der örtlichen Kneipe von Moonfleet. Elzevir, deren Pächter, kümmerte sich um John, bis dieser wieder gesund war und bot ihm an für immer bei ihm zu bleiben.

### Eine Rätselhafte Inschrift
An auction (‚Eine Auktion‘), The Landing (‚Die Anlandung‘), A judgement (‚Ein Urteil‘), The escape (‚Das Entkommen‘), The sea-cave (‚Die Meereshöhle‘), A funeral (‚Ein Begräbnis‘), An interview (‚Eine Unterredung‘). John hatte in dem Amulett anstelle des erwarteten Diamanten nur ein Pergament mit einer Aufschrift gefunden. Es handelte sich um einige Bibelverse und er konnte darin keinen Hinweis auf den Schatz erkennen.
An einem Abend im April lief der Pachtvertrag für das Why Not? aus und es wurde eine Auktion abgehalten, um den Pachtvertrag zu verlängern. Normalerweise war Elzevir der einzige, der für die Taverne bot, doch diesmal kam auch Maskew, um mitzubieten. Elzevir verlor das Inn an den Mann, der ihm schon seinen Sohn genommen hatte. Doch Maskew vermutete, dass Elzevier einer der Schmuggler sei und wollte ihn aus Moonfleet vertreiben, indem er ihm das Why Not? und damit seine Bleibe nahm. Maskew bekämpfte das Schmugglergeschäft vehement, daher lauerte er ihnen bei der nächsten Anlandung von Schmugglerware auf. Elzevir wollte an Maskew Rache für seinen Sohn nehmen und bedrohte ihn mit dessen eigener Pistole. Soldaten, die Maskew im Hinterhalt liegen hatte, kamen jedoch plötzlich hervor. Es kam zum Schusswechsel und Maskew wurde durch einen Querschläger getötet. John wurde von einer Kugel ins Bein getroffen, doch Elzevir konnte mit ihm über die Klippen landeinwärts flüchten. Auf die beiden wurde nun, obwohl sie am Tod Maskews keine Schuld trugen, ein Kopfgeld wegen Mordes ausgesetzt.
Schließlich erreichten John und Elzevir die stillgelegten Marmorminen am Joseph’s Pit, wo sie einen sicheren Unterschlupf fanden. Elzevir informierte seinen Freund Ratsey über ihren Aufenthaltsort, sodass sie mit Lebensmitteln und Waffen versorgt wurden. Zwei Monate dauerte es, bis Johns Bein wieder verheilt war. Ratsey besuchte sie eines Tages um Elzevier zu sagen, dass er selbst beobachtet werde und daher nicht mehr so oft zu ihrem geheimen Treffpunkt kommen könne. Elzevir war an diesem Abend jedoch nicht in der Höhle und durch Zufall bekam Ratsey das Pergament von Blackbeard in die Hände. Ihm fiel auf, dass die Nummern der Psalmen nicht korrekt angegeben waren und trug dadurch zur Lösung des Rätsels um Blackbeards Diamantenversteck bei.
Als Ratsey gegangen und Elzevier zurückgekehrt war, erzählte John diesem davon. Schließlich vermuteten sie, dass der Schatz im Brunnen des Schlosses Carisbrooke auf der Isle of Wight liegen könnte. Da es für die beiden in der Nähe von Moonfleet nicht mehr sicher war, nutzten sie die Gelegenheit mit der Bonaventura, einem Schmugglerschiff dorthin zu gelangen, um Blackbeards Schatz zu suchen. Zuvor aber suchte John noch einmal Grace Maskew, seine große Liebe, in Moonfleet auf, um sich von ihr zu verabschieden. Dabei warnt sie John, sich vorzusehen, denn der Diamant sei von üblem Einfluss umgeben.

### Der Diamant und sein Fluch
The wellhouse (‚Das Brunnenhaus‘), The well (‚Der Brunnen‘), The Jewel (‚Das Juwel‘), At Ymeguen (‚In Ymeguen‘), In the Bay (‚In der Bucht‘) und On the beach (‚Am Strand‘) sind die letzten Kapitel der Geschichte.
Carisbrooke Castle war zu dieser Zeit ein Gefängnis in dem vorwiegend französische Gefangene eingesperrt waren. Elzevir gelang es einen der Wachmänner zu bestechen, so dass er ihnen das Brunnenhaus öffnete und sie den Schatz suchen konnten. John wurde in die Tiefe gelassen und fand in achtzig Fuß tiefe einen mit einem „Y“ markierten Mauerstein, hinter dem der Diamant in einem Hohlraum verborgen lag. Doch der Wärter wollte das Juwel für sich allein und versuchte Elzevier zu töten. Im Zweikampf stolperte er über den Brunnenrand. Obwohl Elzevier ihn noch am Gürtel packte, konnte er den Sturz nicht verhindern, denn der Gürtel riss entzwei und der Wärter stürzte in die Tiefe. Daraufhin flüchteten die zwei mit einem Schiff nach Holland, um den Stein in Den Haag beim Juwelierhändler Aldobrand zu verkaufen. Dieser behauptete jedoch, dass der Diamant nicht echt sei, und wollte nur dafür einen kleinen Preis zahlen. Elzevir warf den Diamanten wutentbrannt aus dem Fenster und er landete im Garten des Händlers. Noch am gleichen Abend versuchten sie, sich den Stein zurückzuholen, weil John klar wurde, dass Aldobrand sie betrügen wollte. Dabei wurden sie jedoch gefangen genommen und vom Gericht zu lebenslanger Zwangsarbeit verurteilt. Der Diamant hatte ihnen kein Glück gebracht.
Zehn Jahre arbeiteten sie an der Errichtung der Burg Ymeguen mit, ehe sie Plantagenarbeiter auf Java werden sollten. Doch das Schiff, die Bark Aurungzebe, in dem sie sich mit vielen anderen Gefangenen befanden, geriet vor der englischen Küste in einen heftigen Sturm. Zufälligerweise befanden sie sich dabei in der Nähe von Moonfleet, wo die See besonders gefährlich war. Den Eingesperrten gelang es, mit Hilfe eines Schlüssels, den ihnen einer der Wärter zuwarf, sich zu befreien. Die Sträflinge versuchten, so wie zuvor die Schiffsbesatzung, mit einem Beiboot dem Tod zu entgehen. Elzevir, der die See an dieser Stelle gut kannte, blieb jedoch mit John auf dem sinkenden Schiff, weil dies die einzige wirkliche Chance auf Rettung versprach. Die Bewohner von Moonfleet hatten sich am Strand versammelt und warfen Seile ins Wasser, um die Schiffbrüchigen zu retten. Elzevir bekam in der tosenden See eines zu fassen. Er hätte dadurch sein Leben retten können, aber da John etwas abseits von ihm in der Brandung stand und zu ertrinken drohte, kämpfte er sich zu ihm zurück und gab ihm einen Schubs, damit dieser das Tau erreichen konnte. Er selbst wurde von der typischen Unterströmung an diesem Küstenabschnitt erfasst und ertrank. John Trenchard wurde jedoch lebend an Land gezogen. Elzevirs Leichnam wurde am Tag nach dem Sturm angeschwemmt und in Moonfleet begraben.
Aldobrand starb zwei Jahre nach dem Betrug an John und Elzevir. Er hinterließ aber aus Reue John seinen Besitz. Dieser war nun ein reicher Mann, behielt aber nichts von dem Geld, sondern renovierte damit die Häuser und die Kirche von Moonfleet. Auch ließ er einen Leuchtturm errichten und das Armenhaus wieder aufbauen. Anschließend heiratete er Grace Maskew, seine Jugendliebe. Sie hatten später drei Kinder, Elzevir, John und Grace.
Vor und nach dem verhängnisvollen Sturm wurde kein Mensch lebend aus der tosenden See vor Moonfleet gerettet.

## Rezeption
- Das Buch wurde 1955 von Fritz Lang unter dem Titel Das Schloß im Schatten verfilmt. Die Story weicht allerdings von der Romanvorlage ab.
- Es gibt weiterhin eine zweiteilige britische Verfilmung mit dem Titel Moonfleet aus dem Jahr 2013.
- Die Erzählung über Moonfleet wurde 2010 von Chris de Burgh in dem Album Moonfleet & Other Stories und 2011 auf seiner Moonfleet Tour musikalisch umgesetzt.